# Зибак
Округ Зибак (англ. Ziebach County) располагается в штате Южная Дакота, США. Официально образован в 1911 году. По состоянию на 2010 год, численность населения составляла 2801 человек.

## География
По данным Бюро переписи США, общая площадь округа равняется 5105 км2, из которых 5082 км2 суша и 23 км2 или 0,44 % это водоёмы.

## Население
По данным переписи населения 2000 года в округе проживает 2 519 жителей в составе 741 домашних хозяйств и 594 семей. Плотность населения составляет 0,50 человек на км2. На территории округа насчитывается 879 жилых строений, при плотности застройки около 0,20-ти строений на км2. Расовый состав населения: белые — 72,29 %, афроамериканцы — 26,40 %, коренные американцы (индейцы) — 0,08 %, азиаты — 0,12 %, гавайцы — 0,00 %, представители других рас — 1,11 %, представители двух или более рас — 0,00 %. Испаноязычные составляли 0,99 % населения независимо от расы.
В составе 47,20 % из общего числа домашних хозяйств проживают дети в возрасте до 18 лет, 47,90 % домашних хозяйств представляют собой супружеские пары проживающие вместе, 23,80 % домашних хозяйств представляют собой одиноких женщин без супруга, 19,80 % домашних хозяйств не имеют отношения к семьям, 17,40 % домашних хозяйств состоят из одного человека, 5,10 % домашних хозяйств состоят из престарелых (65 лет и старше), проживающих в одиночестве. Средний размер домашнего хозяйства составляет 3,40 человека, и средний размер семьи 3,81 человека.
Возрастной состав округа: 40,60 % моложе 18 лет, 10,80 % от 18 до 24, 24,70 % от 25 до 44, 16,50 % от 45 до 64 и 16,50 % от 65 и старше. Средний возраст жителя округа 24 лет. На каждые 100 женщин приходится 97,00 мужчин. На каждые 100 женщин старше 18 лет приходится 98,10 мужчин.
Средний доход на домохозяйство в округе составлял 18 063 USD, на семью — 18 672 USD. Среднестатистический заработок мужчины был 19 038 USD против 21 167 USD для женщины. Доход на душу населения составлял 7 463 USD. Около 45,20 % семей и 49,90 % общего населения находились ниже черты бедности, в том числе — 61,10 % молодежи (тех, кому ещё не исполнилось 18 лет) и 27,20 % тех, кому было уже больше 65 лет.